# Sedna (gudinde)
|  | For andre betydninger af ordet Sedna, se Sedna. |
Sedna er inuitternes lunefulde havgudinde, og opretholdelse af et godt forhold til hende er i følge inuitternes mytologiske overleveringer med til at øge mulighederne for en god fangst. Sedna kaldes på dansk "Havets Moder."

## Myten on Sedna
Der findes flere varianter af myterne om Sedna, og en af dem lyder i korthed nogenlunde således:
Oprindelig var Sedna en stort set almindelig inuitpige, der sagde sagde nej til alle bejlere. På et tidspunkt tvang hendes far hende dog til at acceptere den næste bejler. Hun accepterede den tilsyneladende helt acceptable bejler, hvis ansigt dog var skjuld af en stor hovedbeklædning. Hun fulgte ham til hans hjem på et stormomsust skær, hvor han blottede sit hoved og viste sig at være en ravn. Sedna måtte herefter leve af den rå føde hendes mand hjembragte fra havet, og hendes klageråb skar ofte gennem stormen. På et tidspunkt tog hendes far af sted i en kajak for at hente hende tilbage, men ravnen forfulgte dem og piskede en voldsom storm op, så Sedna faldt i vandet. Faderen bad ravnen tage hende og lade ham i fred. Sedna klamrede sig til kajakken, men hendes far skar fingrene af, så hun mistede grebet og sank til bunds. Mens fingerstumperne sank ned gennem vandet efter hende blev de forvandlet til en sand mangfoldighed af havdyr der spændte fra sæler og hvaler til store fiskestimer. Men Sedna druknede og blev forvandlet til havets gudinde med kontrol over alle havets levende væsner. Indimellem når hun tænker på sin skæbne, harmes hun og havet bliver vildt, voldsomt og farligt at færdes på og når hun har det sådan, får inuitterne ikke nogen god fangst. Ifølge legenden er alle de dyr, som menneskene fanger i havet, i virkeligheden viklet ind i Sednas hår. Ifølge myten, så skal en shaman rejse ud og kæmme dyrene ud af hendes hår, hvis fangsten har været dårlig, og så vil dyrene igen blive sluppet fri og dukke op, så de kan jages.
Dværgplaneten Sedna eller 90377 Sedna er opkaldt efter inuitternes havgudinde Sedna.
Legenden om Sedna og dyrene i hendes hår bliver genfortalt i tv-julekalenderen Nissernes Ø.

## Eksterne links
- Sedna is the Inuit Goddess of the Sea (en variant af myten) Arkiveret 9. maj 2011 hos  Wayback Machine
- The Legend of Sedna the Sea Goddess (en anden variant)